# Jassargus curvatus
Jassargus curvatus är en insektsart som beskrevs av Ribaut 1952. Jassargus curvatus ingår i släktet Jassargus och familjen dvärgstritar. Inga underarter finns listade i Catalogue of Life.